# Barone Canavese
Pour les articles homonymes, voir Barone et Canavese.
Barone Canavese (en français Baron-en-Canavais) est une commune italienne de la ville métropolitaine de Turin dans la région Piémont en Italie.

## Administration
| Période                                  | Période  | Identité                | Étiquette    | Qualité |
| ---------------------------------------- | -------- | ----------------------- | ------------ | ------- |
| 14 juin 2004                             | En cours | Sergio Gregorio Bogetti | lista civica |         |
| Les données manquantes sont à compléter. |          |                         |              |         |

### Communes limitrophes
Mercenasco, San Giorgio Canavese, Candia Canavese, Orio Canavese, Caluso